# Theophilus Bamigboye
Théophile O Bamigboye est né en 1951, est un colonel nigérian à la retraite qui a servi comme administrateur militaire de l'État de Bauchi puis de l'État d'Osun avant le retour à la démocratie en mai 1999. Il s'est ensuite lancé en politique et s'est présenté au poste de gouverneur de l'État de Kwara en 2007.

## Contexte et carrière militaire
Theophilus O Bamigboye est né en 1951 à Omu-Aran (en) dans le gouvernement local d'Irepodun dans l'État de Kwara. Son frère est le général de brigade David Bamigboye (en), gouverneur militaire de l'État de Kwara de mai 1967 à juillet 1975 . Il a épousé la mondaine Enitan Allen, qui s'est fait remarquer pendant son mandat de gouverneur des États de Bauchi et d'Osun. Ils ont ensuite divorcé.
Theophilus O Bamigboye a été administrateur militaire de l'État de Bauchi (août 1996 - août 1998) sous le régime militaire du général Sani Abacha. Il a investi dans l’éducation, en construisant des bâtiments pour les écoles primaires et secondaires et en fournissant des équipements et de meilleures incitations aux enseignants. Il a fourni un nouveau site permanent à Bauchi Radio Corporation (BRC). Durant son mandat, l'État de Gombe a été créé à partir de Bauchi.
Il a été nommé administrateur militaire de l'État d'Osun en août 1998, cédant le pouvoir au gouverneur civil Adebisi Akande en mai 1999.

## Carrière politique
Theophilus Bamigboye est entré en politique en tant que membre du Parti démocratique du peuple (PDP), puis a rejoint le Parti démocratique du peuple (en) (DPP), puis le Parti de l'accord (en) . En avril 2007, il s'est présenté sur la plateforme du Parti de l'Accord pour le poste de gouverneur de l'État de Kwara, sans succès. À un moment donné de la campagne, des jeunes armés ont commencé à tirer alors que Bamigboye s'exprimait lors d'un rassemblement de ses partisans, mais il s'en est sorti indemne. Bamigboye a fait appel du résultat électoral où le Dr Bukola Saraki (en) avait remporté la course au poste de gouverneur, affirmant qu'il y avait eu des malversations généralisées, de la corruption, de la violence, de l'intimidation et l'exclusion de la photographie et du logo du Parti de l'Accord des bulletins de vote, mais en juillet 2008, une cour d'appel électorale a confirmé la victoire de Saraki.
En septembre 2009, Theophilus Bamigboye est revenu au PDP et s'est réconcilié avec Olusola Saraki (en), père du gouverneur en exercice. Il a déclaré que sa décision de quitter le PDP avait été une erreur et qu’il était temps de revenir sur ses pas. Il a également déclaré qu'il serait prêt à servir comme gouverneur de l'État de Kwara si nécessaire.